# Daniel Jurgeleit
Daniel Jurgeleit (Ratingen, 15 dicembre 1963) è un allenatore di calcio ed ex calciatore tedesco, di ruolo attaccante.
Con 117 reti segnate in Zweite Bundesliga si colloca al sesto posto nella classifica di tutti i tempi della manifestazione.